# Benjamin Ruggiero
Benjamin Ruggiero, apodado "Lefty", (Nueva York, 19 de abril de 1926 - Nueva York, 24 de noviembre de 1994) fue un mafioso estadounidense miembro de la familia criminal Bonanno. Es conocido por su amistad y guía del agente encubierto del FBI Joseph D. Pistone a quien él conocía como "Donnie Brasco". Cuando la operación de Pistone terminó el 26 de julio de 1981, Ruggiero fue sentenciado a 15 años en prisión por asociación ilícita. Fue liberado en abril de 1993 antes de que falleciera víctima del cáncer.

## Biografía

### Primeros años
Ruggiero nació el 19 de abril de 1926 en Hell's Kitchen, Manhattan y creció en Knickerbocker Village. Su padre, Fiori Ruggiero, trabajaba como camionero, y su madre, Frances, era ama de casa. Ruggiero tenía dos hermanos menores llamados Dominick y Angelina. Ruggiero se unió a la familia Bonanno de joven, sirviendo como soldado callejero a las órdenes del caporegime Michael Sabella. Ruggiero pronto se convirtió en un exitoso corredor de apuestas, extorsionador y prestamista.
Vivía en un apartamento de la calle Monroe de Manhattan, en el mismo edificio que su amigo y soldado Bonanno Anthony Mirra. Al parecer, era propietario de una cigarrucha que mantenía atracada en el East River. Ruggiero se hizo buen amigo del futuro jefe de la familia Philip "Rusty" Rastelli y de Mirra. Se convirtió en copropietario de una pescadería en el Fulton Fish Market de Manhattan. Como copropietario, se puso a sí mismo en la nómina de la empresa con un trabajo de "no presentación" con un sueldo de 5000 dólares al mes. Durante la década de 1970, compró un club social en Little Italy.

### Operación Donnie Brasco
Cuando Ruggiero se convirtió en miembro de la familia Bonanno, Anthony Mirra le presentó a Joseph Pistone. Pistone era un agente encubierto del FBI que se hacía pasar por un experto ladrón de joyas llamado "Donnie Brasco". La misión original de Pistone había sido infiltrarse en redes de secuestro de camiones y receptación. Sin embargo, las amistades que desarrolló con Mirra y Ruggiero permitieron al FBI infiltrarse en la Mafia. Brasco empezó a trabajar para Ruggiero haciendo apuestas y ayudándole a hacer colectas para la operación de apuestas en el club social de Ruggiero.
Ruggiero ejerció de mentor de Brasco y, con el tiempo, le prometió que le apadrinaría para ser miembro de la familia. Ruggiero entabló una estrecha amistad con Brasco, lo que provocó roces con su viejo amigo Mirra, que le había presentado inicialmente a Brasco. Brasco ejerció de padrino en la boda de Ruggiero en 1977 y con frecuencia aconsejaba a Ruggiero sobre el manejo de la adicción a la heroína de su hijo Tommy.
En una ocasión, Ruggiero estuvo a punto de descubrir la verdadera identidad de Brasco. Ruggiero y Brasco se encontraban en un restaurante de Miami Beach, Florida mientras Ruggiero leía una revista Time que contenía un artículo sobre el infame escándalo Abscam y detallaba cómo los agentes del FBI se hacían pasar por ricos hombres de negocios árabes para pillar a congresistas estadounidenses aceptando sobornos. Lo que llamó la atención de Ruggiero fue una foto de un yate blanco que el FBI utilizaba para agasajar a los miembros del Congreso. Ruggiero reconoció el barco, el Left Hand, como el mismo que Brasco había proporcionado varios meses antes para una fiesta. Brasco logró convencer a Ruggiero de que no sabía que el propietario del barco estaba relacionado con el FBI.
Durante una operación criminal anterior, Ruggiero conoció a Frank Balistrieri, el jefe mafioso de Milwaukee, Wisconsin. Ruggiero admitió a Pistone que se sentía amenazado en presencia de Balistrieri. En 1979, Ruggiero convirtió su club social en una tienda de golosinas y se la dio a una de sus hijas para que la gestionara. Al mismo tiempo, Ruggiero y Brasco iniciaron una operación de apuestas en la tienda. Sin embargo, Ruggiero pronto fue apartado de la sociedad porque no podía aportar la inversión inicial de 25.000 dólares.

### El asesinato de los tres capos
En 1979, el jefe de los Bonanno Carmine Galante fue asesinado, creando un vacío de poder en la familia. Tras el asesinato de Galante, Philip Rastelli tomó el mando dirigiendo la organización desde la cárcel. Sin embargo, una facción liderada por Alphonse "Sonny Red" Indelicato, se rebeló contra el liderazgo de Rastelli. En ese momento, Ruggiero se unió a la banda de Dominick "Sonny Black" Napolitano, un firme partidario de Rastelli. El 5 de mayo de 1981, Indelicato y otros dos capos rebeldes, Philip Giaccone y Dominick Trinchera, fueron atraídos a una reunión y asesinados.
Tras la muerte de los tres capos, la rebelión contra Rastelli fue sofocada. Según Pistone, los asesinos fueron Napolitano, John Cersani, Joe Massino, Sal Vitale, Joseph DeSimone, Gerlando Sciascia, Nicholas Santora, Vito Rizzuto, Louis Giongetti y Santo Giordano. Ruggiero y Cersani eran vigías y fueron enviados después para limpiar la masacre y deshacerse de los cuerpos, junto con Napolitano, James Episcopia, y Robert Caposio.

### Reputación
Ruggiero disfrutaba de la vida como mafioso. Frente a Pistone, una vez explicó: "Al ser un miembro puedes mentir, puedes engañar, puedes robar, puedes chanchullear, puedes armar jaleo... puedes hacer cualquier cosa y nadie puede decir una palabra al respecto. ¿Quién no querría ser un miembro?" Ruggiero era la personificación de un miembro y contaba con el respeto de otros mafiosos. Tenía fama de asesino pero, en el día a día, no era propenso a la violencia. Ruggiero nunca había estado en la cárcel. Había sido detenido muchas veces pero nunca encarcelado. Ruggiero se ganó el apodo de "Lefty" (zurdo) por lanzar los dados con la mano izquierda mientras jugaba. Se ganó el apodo de "Dos pistolas" porque cuando salía a cometer asesinatos, le gustaba usar dos pistolas.
En la década de 1970, Ruggiero había adquirido una dependencia al juego. Apostaba y perdía mucho en las carreras de caballos. Pronto, pidió dinero prestado a Nicholas Marangello para cubrir las apuestas perdedoras. En 1977, Ruggiero le debía a Marangello 160.000 dólares. La familia Bonanno le dijo a Ruggiero que tendría que pagar a Marangello antes de convertirse en un hombre hecho. En 1977, Ruggiero había pagado la mayor parte de su deuda a Marangello y la familia aceptó su ingreso. Sin embargo, en 1978, Ruggiero volvió a tener deudas con Marangello. Para saldar la deuda esta vez, la familia acordó transferir directamente a Marangello los ingresos de parte de las operaciones delictivas de Ruggiero. Debido a su problema con el juego, Ruggiero siempre intentaba ocultar sus pocos bienes a sus acreedores: Marangello y Sabella.

### Consecuencias y muerte
El 26 de julio de 1981, la operación Donnie Brasco llegó a su fin. Agentes del FBI visitaron el apartamento de Napolitano en lo alto de The Motion Lounge y le informaron de la verdadera identidad de Brasco. Después de que la cúpula de los Bonanno se enterara de la verdad, siguieron inmediatamente a los hombres que introdujeron a Brasco en su entorno. Mirra y Napolitano fueron asesinados poco después. El 29 de agosto de 1981, el FBI interceptó y detuvo a Ruggiero.
En noviembre de 1982, Ruggiero, junto con Santora, Antonio Tomasulo, y Anthony "Fat Tony" Rabito, fue condenado en un juicio con jurado de seis semanas por asociación ilícita y recibió una sentencia de 15 años de prisión. Ruggiero se negó a creer que Donnie Brasco fuera un agente especial del FBI y no su socio. Le dijo a su abogado: "Nunca irá contra nosotros". Sin embargo, después de que Pistone testificara en su contra, dijo más tarde: "Atraparé a ese hijo de puta de Donnie aunque sea lo último que haga"."
En abril de 1993, aquejado de cáncer de pulmón y testicular, Ruggiero salió de la cárcel tras cumplir casi 11 años de condena. Falleció el 24 de noviembre de 1994.
En la película de 1997 Donnie Brasco, Benjamin Ruggiero fue interpretado por Al Pacino. La nieta de Ruggiero, Ramona Rizzo, apareció en el programa de televisión Mob Wives en VH-1.